# IBM ThinkPad 380
 (février 2017).
Si vous disposez d'ouvrages ou d'articles de référence ou si vous connaissez des sites web de qualité traitant du thème abordé ici, merci de compléter l'article en donnant les références utiles à sa vérifiabilité et en les liant à la section « Notes et références ».
IBM ThinkPad 380 était un ordinateur portable fabriqué en 1997 par IBM dans la série des ordinateurs portables ThinkPad. Il était vendu avec un lecteur de CD-ROM et un lecteur de disquette. Il était considéré comme un ordinateur moyen de gamme par IBM.

## Configuration
Le ThinkPad 380 était vendu avec Windows 95, mais il était capable de faire tourner Windows 3.11, Windows NT, OS/2 Warp, Windows 98, Windows Me, Red Hat Linux, et bien d'autres distributions Linux.
Il y avait à l'origine deux modèles : le basique ThinkPad 380 et le ThinkPad 380D, tous deux équipés d'un Lecteur de CD-ROM.
Le 380 était équipé d'un processeur Intel Pentium cadencé à 150 MHz fourni avec ou sans les instructions MMX. Il disposait de 16 Mo de RAM et d'un disque dur de 1,08 Go.

## Modèles
- IBM ThinkPad 380E — Le 380E introduit plusieurs fonctionnalités additionnelles. En plus des 16 Mo soudés sur la carte mère, un slot d'extension de RAM était accessible pour y placer une barrette de 64 Mo maximum, afin d'atteindre un total de 80 Mo. Parmi les autres fonctionnalités introduites se trouvaient un modem 56k interne en option et la possibilité de choisir si le processeur devait comporter ou non le jeu d'extension MMX introduit par Intel.
- IBM ThinkPad 380ED — Le 380ED est identique au 380E, mais avec un processeur à 166 MHz en standard, une deuxième batterie de 2.5 heures optionnelle et plusieurs capacités de disque dur (2,1 Go, 3,2 Go ou 5,1 Go).
- IBM ThinkPad 380XD — Le 380XD introduit le processeur Pentium à 233 MHz avec la technologie MMX, et inclut 32 Mo de RAM sur la carte mère au lieu de 16 Mo, augmentant la limite de mémoire à 96 Mo (supporte non-officiellement 160 Mo avec l'utilisation d'une barrette de 128 Mo EDO 144-pins). Il introduit également plusieurs nouveautés, comme le port USB, et la possibilité à l'utilisateur de remplacer le disque dur (ce qui était possible uniquement en usine sur les autres modèles), et plusieurs capacités de disque dur beaucoup plus grandes (3,2 Go, 4 Go ou 6,4 Go), et également une possibilité d'upgrade du processeur pour aller à 266 MHz.
- IBM ThinkPad 380Z — Le 380Z est le dernier modèle de la gamme à être sorti. Il propose un processeur Pentium II à 300 MHz, et des nouveautés avancées comme un disque dur équipé de S.M.A.R.T., un écran TFT LCD plus grand (13,3", soit 340 mm de diagonale) avec une résolution max de 1024x768 (comparé à l'écran 12,1", avec une résolution de 800 × 600 sur les anciens modèles), support du ACPI, l'intégration d'haut-parleurs de haute qualité avec un caisson de basse interne, et son dock qui ne fonctionne qu'avec le 380Z.

Tous les modèles, sauf le 380 de base, devraient être capables de faire tourner toutes les versions de Windows jusqu'à Windows XP. Pour que XP tourne de manière stable, il faut que le ThinkPad ait au moins 64 Mo de RAM et un disque dur de 2 Go ou plus.